# 帕拉马塔湖
帕拉马塔湖，又译作帕拉玛塔湖或巴拉馬打湖，位于澳洲新州悉尼西部帕拉马塔市內。该湖面积为10.5公顷，与周边合共73公顷的地区被划成帕拉马塔湖保护区／帕拉玛塔湖保护区／巴拉馬打湖保护区（Lake Parramatta Reserve）。那儿有不少设施，供人用于野餐、水中游乐、丛林步行等多种活动。

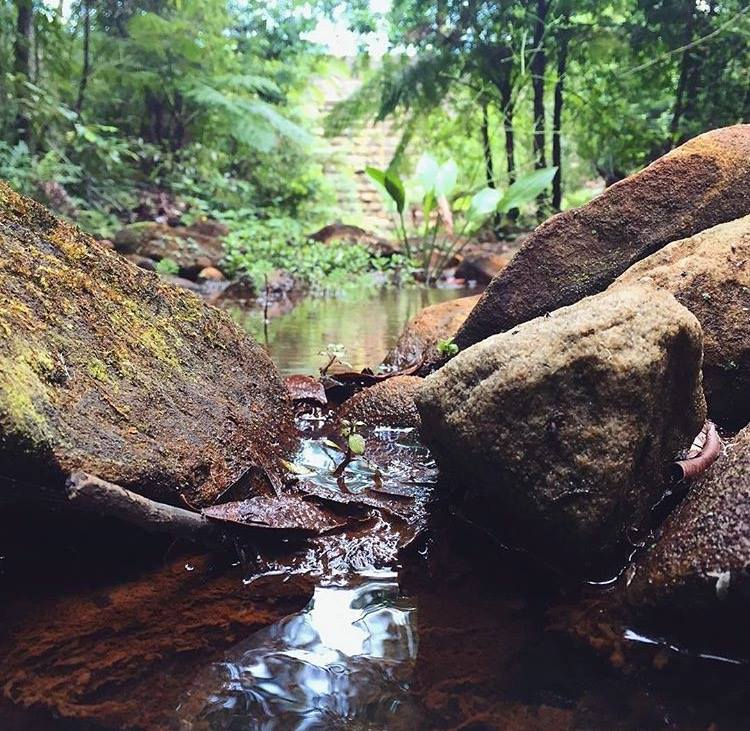
湖內的小溪